# Mistrovství světa v biatlonu 2021 – štafeta žen
Štafeta žen na Mistrovství světa v biatlonu 2021 se konala v sobotu 20. února jako předposlední ženský závod v pokljuckém biatlonovém stadionu. Zahájení proběhlo ve 11.45 hodin středoevropského času. Do závodu nastoupilo 23 národních štafet.
Pořadí na stupních vítězů bylo identické s předcházejícím ročníkem. Dvojnásobným obhájcem prvenství byla štafeta Norska, která dokázala dokázala vítězství obhájit a získat jako čtvrtá země v této disciplíně tzv. „hattrick“ – tedy tři po sobě jdoucí vítězství. Druhé místo obhájily závodnice Německa, když Franziska Preussová dokázala v závěrečných metrech předjet Ukrajinku Olenu Pidruhrušnou. Třetí dojela štafeta Ukrajiny, která získala bronzovou medaili ze světového šampionátu z této disciplíny potřetí za sebou.

## Výsledky
| Zlatá medaile                                                                             | 5  | Norsko (g) Ingrid Landmark Tandrevoldová Tiril Eckhoffová Ida Lienová Marte Olsbuová Røiselandová | 1:10:39,0 17:24,6 17:18,7 18:05,6 17:50,1 | 0+6 0+5 0+0 0+1 0+2 0+1 0+1 0+2 0+3 0+1 |         |
| Stříbrná medaile                                                                          | 1  | Německo Vanessa Hinzová Janina Hettichová Denise Herrmannová Franziska Preussová                  | 1:10:47,8 17:26,4 18:17,5 17:48,4 17:15,5 | 0+5 0+0 0+0 0+0 0+2 0+0 0+3 0+0 0+0 0+0 | +8,8    |
| Bronzová medaile                                                                          | 8  | Ukrajina Anastasija Merkušinová Julija Džymová Darja Blašková Olena Pidhrušná                     | 1:10:48,2 17:30,2 17:38,5 18:03,4 17:36,1 | 0+3 0+4 0+1 0+0 0+1 0+2 0+1 0+0 0+0 0+2 | +9,2    |
| 4.                                                                                        | 6  | Bělorusko Iryna Kryuková Dzinara Alimbekavová Hanna Solová Jelena Kručinkinová                    | 1:11:07,8 17:48,6 17:19,8 17:49,5 18:09,9 | 0+5 0+3 0+2 0+0 0+0 0+0 0+1 0+2 0+2 0+1 | +28,8   |
| 5.                                                                                        | 3  | Švédsko Johanna Skottheimová Linn Perssonová Elvira Öbergová Hanna Öbergová                       | 1:11:26,9 18:06,1 17:41,0 17:54,3 17:45,5 | 0+7 0+2 0+1 0+2 0+3 0+0 0+2 0+0 0+1 0+0 | +47,9   |
| 6.                                                                                        | 14 | Polsko Kinga Zbylutová Monika Hojniszová-Staręgová Kamila Žuková Anna Mąková                      | 1:11:31,1 17:49,0 17:20,1 17:49,7 18:32,3 | 0+2 0+4 0+0 0+1 0+0 0+0 0+1 0+1 0+1 0+2 | +52,1   |
| 7.                                                                                        | 9  | Rakousko Dunja Zdoucová Katharina Innerhoferová Julia Schwaigerová Lisa Theresa Hauserová         | 1:11:43,3 18:05,2 17:48,5 18:07,2 17:42,4 | 0+8 0+7 0+3 0+2 0+2 0+3 0+1 0+1 0+2 0+1 | +1:04,3 |
| 8.                                                                                        | 2  | Francie Anaïs Bescondová Anaïs Chevalierová-Bouchetová Chloé Chevalierová Julia Simonová          | 1:11:54,2 17:35,2 17:39,9 18:17,9 18:21,2 | 0+3 0+2 0+0 0+0 0+0 0+1 0+1 0+0 0+2 0+1 | +1:15,2 |
| 9.                                                                                        | 7  | Itálie Lisa Vittozziová Michela Carrarová Federica Sanfilippová Dorothea Wiererová                | 1:12:07,1 17:08,6 18:41,4 18:42,4 17:34,7 | 0+6 0+3 0+0 0+0 0+3 0+1 0+3 0+2 0+0 0+0 | +1:28,1 |
| 10.                                                                                       | 10 | Česko Jessica Jislová Eva Puskarčíková Markéta Davidová Lucie Charvátová                          | 1:12:19,4 17:59,1 18:30,2 17:45,3 18:04,8 | 0+3 0+3 0+0 0+2 0+1 0+0 0+0 0+0 0+2 0+1 | +1:40,4 |
| 11.                                                                                       | 4  | Ruská biatlonová unie Jevgenija Pavlovová Taťána Akimovová Světlana Mironovová Uljana Kajševová   | 1:12:49,9 17:46,7 18:58,0 17:46,7 18:18,5 | 0+2 1+5 0+0 0+0 0+0 1+3 0+1 0+1         | +2:10,9 |
| 12.                                                                                       | 11 | Švýcarsko Aita Gasparinová Selina Gasparinová Elisa Gasparinová Lena Häckiová                     | 1:14:39,7 18:06,6 18:49,2 18:42,7 19:01,2 | 1+6 0+7 0+1 0+1 1+3 0+1 0+0 0+2 0+2 0+3 | +4:00,7 |
| 13.                                                                                       | 12 | USA Susan Dunkleeová Joanne Reidová Clare Eganová Deedra Irwinová                                 | 1:14:58,6 17:59,9 18:10,4 18:39,7 20:08,6 | 0+3 2+8 0+1 0+0 0+1 0+3 0+1 0+2 0+0 2+3 | +4:19,6 |
| 14.                                                                                       | 15 | Finsko Suvi Minkkinenová Mari Ederová Erika Jänkäová Nastassia Kinnunenová                        | 1:15:25,8 17:54,1 17:53,7 20:09,2 19:28,8 | 0+2 1+5 0+0 0+0 0+2 0+0 0+0 1+3 0+0 0+2 | +4:46,8 |
| 15.                                                                                       | 18 | Japonsko Fuyuko Tačizakiová Sari Furuyaová Yurie Tanakaová Asuka Hachisukaová                     | 1:15:37,0 18:07,6 18:21,0 19:32,0 19:36,4 | 0+3 0+3 0+1 0+0 0+0 0+2 0+2 0+0 0+0 0+1 | +4:58,0 |
| 16.                                                                                       | 13 | Kanada Nadia Moserová Emma Lunderová Megan Bankesová Sarah Beaudryová                             | 1:16:27,3 18:49,2 18:31,9 18:48,7 20:17,5 | 0+7 1+7 0+3 0+1 0+2 0+1 0+1 0+2 0+1 1+3 | +5:48,3 |
| 17.                                                                                       | 16 | Estonsko Regina Ojová Johanna Talihärmová Tuuli Tomingasová Kadri Lehtlová                        | 1:16:36,8 19:13,9 18:32,7 19:05,3 19:44,9 | 0+4 0+7 0+3 0+2 0+0 0+2 0+1 0+2 0+0 0+1 | +5:57,8 |
| 18.                                                                                       | 21 | Bulharsko Milena Todorovová Daniela Kadevaová Maria Zdravkovová Valentina Dimitrovová             | 1:17:13,7 17:34,6 19:03,4 20:09,8 20:25,9 | 0+3 0+6 0+0 0+2 0+0 0+1 0+2 0+1 0+1 0+2 | +6:34,7 |
| 19.                                                                                       | 22 | Slovinsko Polona Klemenčičová Lena Repincová Živa Klemenčičová Lea Einfaltová                     | 1:17:38,3 18:20,1 18:37,0 19:43,8 20:57,4 | 2+6 1+6 0+2 0+1 0+1 0+0 0+0 1+3 2+3 0+2 | +6:59,3 |
| 20.                                                                                       | 17 | Kazachstán Galina Višněvská Ljudmila Akhatovová Yelizaveta Belchenková Anastasiya Kondratyevová   | 1:17:49,4 18:47,8 19:48,3 18:56,7 20:16,6 | 0+3 0+4 0+0 0+1 0+0 0+0 0+2 0+2 0+1 0+1 | +7:10,4 |
| 21.                                                                                       | 19 | Slovensko Ivona Fialková Paulína Fialková Henrieta Horvátová Veronika Machyniaková                | LAP 19:12,2 18:45,7 19:49,1               | 0+3 0+0 2+3 0+1 1+3 0+1 0+2 0+1         | LAP     |
| 22.                                                                                       | 23 | Lotyšsko Sanita Buliņová Annija Keita Sabuleová Inese Golubevová Baiba Bendiková                  | LAP 20:08,2                               | 1+3 0+1 0+1 0+0                         | LAP     |
| 23.                                                                                       | 20 | Jižní Korea Mun Ji-hee Anna Frolinová Ekaterina Avvakumova Kim Seon-su                            | LAP 21:02,9                               | 3+3 0+0 3+3                             | LAP     |
| Zdroj:, Č. – startovní číslo štafety,g – obhájci vítězství, LAP – štafeta předjeta o kolo |    |                                                                                                   |                                           |                                         |         |